# Maison au bord de la voie ferrée
Maison au bord de la voie ferrée (House by the Railroad en anglais) est un tableau de l'artiste américain Edward Hopper réalisé en 1925. Il s'agit du premier succès artistique et commercial du peintre. Le tableau est exposé au MoMa à New York.

## Description
Maison au bord de la voie ferrée est une peinture à l'huile sur toile. Ce tableau de 61 × 73,7 cm représente une demeure victorienne au bas de laquelle passent des rails de train. L'élément central du tableau est la grande demeure grise sur la façade de laquelle s'étendent des ombres. De nombreuses fenêtres percent les murs de cette maison inventée de toutes pièces par Hopper qui avait pourtant l'habitude de peindre des paysages réels. L'arrière-plan est vide et ne montre qu'un ciel gris-bleu sur lequel se découpe la maison. Au premier-plan, la teinte rouille des rails et du ballast tranche avec les couleurs froides de la maison et du ciel. Il en résulte une nette opposition entre la voie ferrée aux couleurs franches, qui suit une ligne horizontale, et la maison aux couleurs plus froides qui suit une ligne de construction verticale.

## Expositions
Exposé en 1925, année de sa création, l’œuvre est achetée l'année suivante par le collectionneur Stephen Carlton Clark (en). Il en fait don en 1930 au MoMa qui vient tout juste d'ouvrir ses portes. Maison au bord de la voie ferrée y est toujours exposé depuis.
Entre le 11 octobre 2017 et le 5 mars 2018, le tableau est déplacé à l'occasion de l'exposition Être moderne : Le MoMa à Paris à la Fondation Louis Vuitton à Paris.

## Réception critique
Lors de son exposition en 1925, le tableau est acclamé par la critique. Il est le premier tableau de Hopper à être reconnu artistiquement et commercialement par des critiques qui saluent la puissance formelle et émotionnelle de l’œuvre.

## Influence
- Alfred Hitchcock dit avoir été influencé par ce tableau pour la représentation de sa maison dans Psychose[6],[7].
- Il a inspiré George Stevens pour Géant[8].
- Différentes versions de cette maison ont été créées pour le dessin animé La Famille Addams[9].
- Ce tableau à également inspiré les Imagineers  (concepteurs d'attraction de Disneyland) pour l'architecture du Phantom Manor à Paris[source secondaire souhaitée].